# Kevin S. Tenney
Kevin S. Tenney (n. 16 octombrie 1955, Territory of Hawaii⁠(d), SUA) este un regizor de film, scenarist și producător american. Este cel mai cunoscut pentru regia unor filme de groază ca Witchboard (1986), pe care l-a și scris, sau Night of the Demons (1988).

## Filmografie
- Ouija /Witchboard (1986)
- Night of the Demons (1988)
- Witchtrap (1989)[3][4][5]
- The Cellar (1989)
- Peacemaker (1990)
- Ouija 2 / Witchboard 2: The Devil's Doorway (1993)
- Pinocchio's Revenge (1996)
- Demolition University (1997)
- A doua invazie / Arrival II / The Second Arrival (1998)
- Tick Tock (2000)
- Specie periculoasă / Endangered Species / Earth Alien (2003)
- Brain Dead (2007)
- În vizită la Omul Pădurii / Bigfoot (2009)